# San Martín del Castañar
San Martín del Castañar és un municipi de la província de Salamanca a la comunitat autònoma de Castella i Lleó.

## Demografia
| 1991 | 1996 | 2001 | 2004 |
| ---- | ---- | ---- | ---- |
| 324  | 283  | 285  | 276  |